# Liste der Monuments historiques in Bois-Colombes
Die Liste der Monuments historiques in Bois-Colombes führt die Monuments historiques in der französischen Gemeinde Bois-Colombes auf.

## Liste der Bauwerke
| Bezeichnung | Beschreibung | Standort                                                  | Kennzeichnung | Schutzstatus | Datum | Bild           |
| ----------- | ------------ | --------------------------------------------------------- | ------------- | ------------ | ----- | -------------- |
| Windkanal   | Erbaut 1937  | 20, rue du Moulin-Bailly Rue du Capitaine-Guynemer (Lage) | PA92000004    | Inscrit      | 2000  | weitere Bilder |